# ニコラ・ヨヴァノヴィッチ
ニコラ・ヨヴァノヴィッチ（Nikola Jovanović、1989年6月21日- ）は、セルビアの男性ファッションモデル。
ベオグラード出身。Models 1、d'management group、Success Models、Traffic Models、Scoop Modelsなどのモデルエージェンシーに所属している。